# Sarró (recipient)

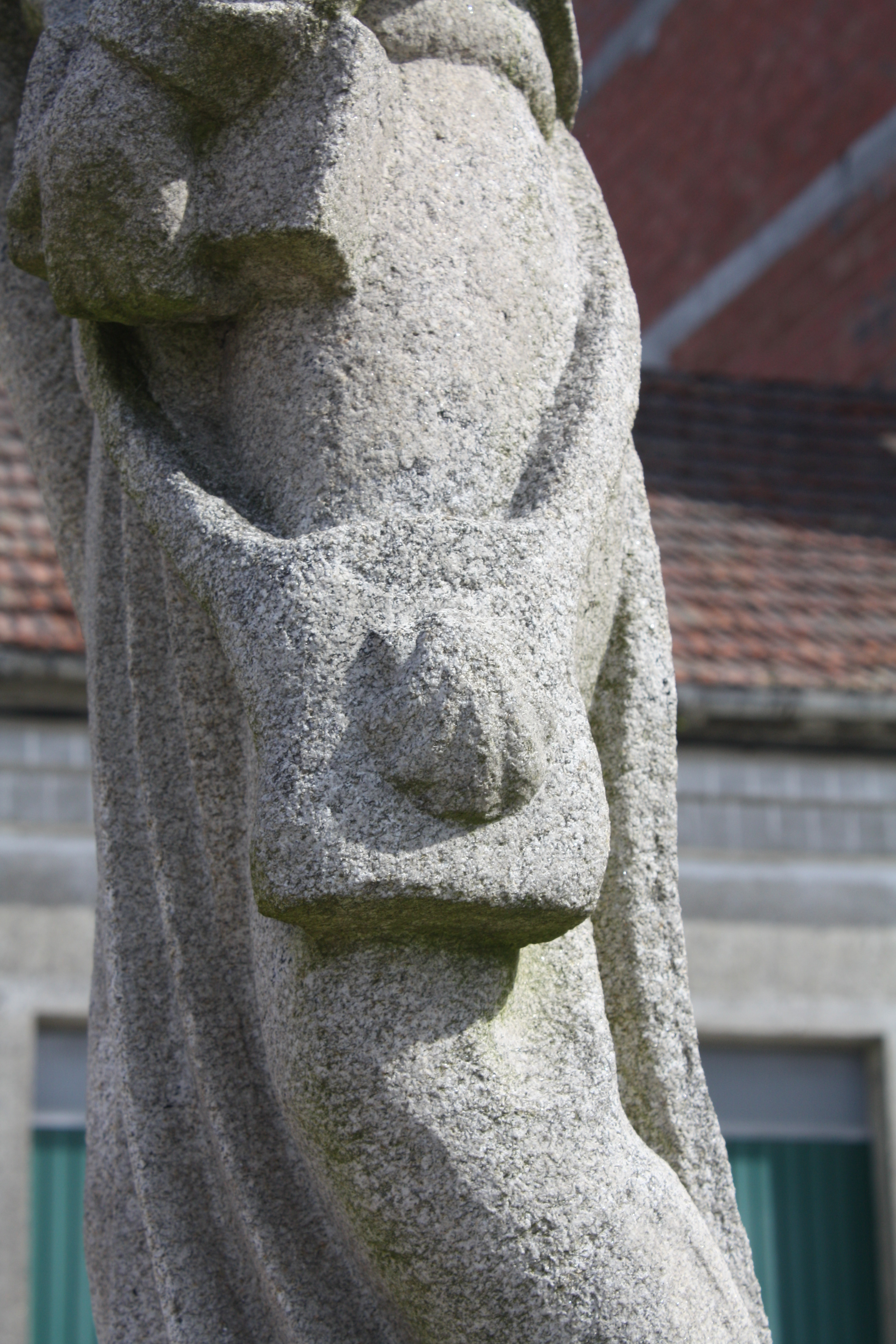
Detall del sarró en una estàtua d'un pelegrí del Camí de Sant Jaume, a Palas de Rei.

El sarró és una bossa amb corretja llarga que es duu penjant d'una espatlla, generalment en bandolera, i que serveix per a transportar provisions. El català sarró equival a l'espanyol zurrón; al francès sacoche o musette; a l'italià bisaccia; al portuguès surrão o sacola; al romanès sac de merinde; etc
En la vida civil el sarró de pell és d'ús tradicional entre els pastors. De pell o de lona n'usen els caçadors i altres que fan sortides o estades llargues a la natura (camp, muntanya); els caçadors també hi solen dur munició, si no van proveïts de canana. En l'excursionisme fa molt que el sarró ha estat substituït per la motxilla, tot i que no és rar, encara, adjuntar-li un sarró per a dur-hi objectes que cal tenir a l'abast. La bossa anomenada bandolera és una mena de sarró de carrer, multiús, considerat complement de moda.